# Кравченко Микола Васильович (політик)
Мико́ла Васи́льович Кра́вченко — член КПУ, голова Всеукраїнської спілки на захист прав водіїв (з 04.2000), перший секретар Донецького обкому КПУ (з 03.2005).
Народився 24 жовтня 1945 (місто Волноваха, Донецька область) в сім'ї робітника; одружений; має 2 дітей.

## Освіта
Донецький державний університет (1973), економіст.

## Трудова діяльність
- 1964 — слюсар з ремонту рухомого складу вагонного депа станції Волноваха Донецької залізниці.
- 1964—1965 — служба в армії.
- 1965—1967 — монтер зв'язку станції Волноваха.
- З 1967 — інструктор, секретар Комітету комсомолу, завідувач оргвідділу Волноваського райкому ЛКСМУ.
- 1974—1978 — інструктор, завідувач оргвідділу Волноваського райкому КПУ.
- 1978—1980 — слухач Вищої партійної школи.
- З 1980 — заступник начальника цеху, секретар парткому Великоанадольського комбінату вогнетривів.
- З 1983 — секретар парткому Докучаєвського флюсо-доломітного комбінату.
- З 05.1985 — інструктор відділу важкої промисловості Донецького обкому КПУ.
- З 1987 — заступник генерального директора з комерційно-фінансової роботи ДВО «Південвогнетрив»; заступник голови правління концерну «Укрвогнетрив»; генеральний директор Асоціації вогнетривких підприємств України «Укрвогнетрив».

Член Ради НБУ (07.1999-05.2000).
Заслужений працівник промисловості України (2006). Медаль «За трудову відзнаку».

## Депутатська діяльність
Народний депутат України 3 скликання 03.1998-04.2002, виборчій округ № 57, Донецька область. З'явилось 98.0 %, за 29.9 %, 25 суперників. На час виборів: генеральний директор асоціації «Укрвогнетрив», член КПУ. Заступник голови Комітету з питань промислової політики (з 07.1998); член фракції КПУ (з 05.1998).
Народний депутат України 4 скликання 04.2002-04.2006 від КПУ, № 26 в списку. На час виборів: народний депутат України, член КПУ. Член фракції комуністів (з 05.2002), заступник голови Комітету з питань промислової політики та підприємництва (з 06.2002).
Народний депутат України 5 скликання 04.2006-11.2007 від КПУ, № 11 в списку. На час виборів: народний депутат України, член КПУ. Перший заступник голови Комітету з питань промислової і регуляторної політики та підприємництва (з 07.2006), член фракції КПУ (з 04.2006).
Народний депутат України 6 скликання 11.2007-12.2012 від КПУ, № 22 в списку. На час виборів: народний депутат України, член КПУ. Член фракції КПУ (з 11.2007), перший заступник голови Комітету з питань промислової і регуляторної політики та підприємництва (з 12.2007)
10 серпня 2012 року у другому читанні проголосував за Закон України «Про засади державної мовної політики», який суперечить Конституції України, не має фінансово-економічного обґрунтування і спрямований на знищення української мови. Закон було прийнято із порушеннями регламенту.

## Ресурси інтернет
- «Хто є хто в Україні», видавництво «К. І.С»